# شون أفيري
شون أفيري (بالإنجليزية: Sean Avery)‏ (و. 1980  م) هو لاعب هوكي الجليد، وعارض، وصاحب مطعم كندي، مركز لعبه هو مركز ‏.
.

## وصلات خارجية
- شون أفيري على موقع IMDb (الإنجليزية)
- شون أفيري على موقع قاعدة بيانات الفيلم (الإنجليزية)
- شون أفيري على موقع دوري الهوكي الوطني (الإنجليزية)
- شون أفيري على موقع إي إس بي إن.كوم (أن.إتش.أل) (الإنجليزية)
- شون أفيري على موقع EliteProspects.com (الإنجليزية)
- شون أفيري على موقع HockeyDB.com (الإنجليزية)
- شون أفيري على موقع Hockey-Reference.com (الإنجليزية)

- شون أفيري في قاعدة بيانات الأفلام على الإنترنت